# La Pension Velder (radio)
Pour les articles homonymes, voir La Pension Velder.
La Pension Velder est un des premiers feuilletons radiophoniques de l'histoire du Québec et le premier à situer son intrigue à Montréal.
Écrit par Robert Choquette, il est diffusé du 3 octobre 1938 jusqu'au 4 septembre 1942 sur les ondes de la radio de Radio-Canada. Le feuilleton radiophonique est alors diffusé tous les soirs de la semaine pour 15 minutes.
Il s'agit en fait du premier feuilleton radiophonique diffusé à la radio de Radio-Canada.
Le téléroman La Pension Velder reprend, 15 ans plus tard (1957-1961), la trame dramatique du feuilleton avec toutefois une distribution différente.

## Synopsis
L'émission raconte les péripéties d'une veuve d'origine belge, Joséphine Velder, qui tient à Montréal une pension de famille avec ses deux enfantsîla sage Élise et le révolté Alexis. On suit parallèlement aux aventures de la famille Velder, Élise qui est amoureuse d'un jeune homme riche, Marcel Latour que n'aime pas sa mère, Mina, qui déconsidère cette relation. Alexis côtoie des gens louches. Les péripéties des pensionnaires de la Maison sont décrites.
Les pensionnaires qui sont : le jeune étudiant (Frédéric Gagnon) qui doit gérer une fiancée très possessive; Philidor Papineau, le principal confident de Joséphine Velder ; Florence Gauthier dont M. Papineau est amoureux ; la couturière Mlle Laviolette, une incorrigible curieuse et un professeur de musique.

## Réalisation
- Réalisateur : Robert Choquette, Guy Mauffette et Lucien Thériault
- Scénario : Robert Choquette

## Distribution
- Jeanne Maubourg : Joséphine Velder
- Judith Jasmin : Élise Velder
- André Treich : Alexis Velder
- Mia Riddez : Yvonne Velder
- Jeanne Quintal : Mina Latour
- Antoine Godeau : Amable Sicotte
- Louis Lapointe : Frédéric Gagnon
- Berthe Lavoie : Dorothée Laviolette
- Clément Latour : Philidor Papineau
- Juliette Béliveau : Lumina
- Fred Barry : Eugène Toupin
- Olivette Thibault : Florence Gauthier
- Estelle Mauffette
- Eugène Daigneault

## Source
- Renée Legris, Robert Choquette. Romancier et dramaturge de la radio-télévision, Fides, 1977